# Carlo Felice Colonna Barberini, duca di Castelvecchio
Carlo Felice Colonna Barberini, duca di Castelvecchio (Roma, 14 aprile 1817 – Roma, 15 gennaio 1880), è stato un nobile e militare italiano.

## Biografia
Nato a Roma nel 1817, Carlo Felice era il figlio primogenito di Francesco Barberini, VI principe di Palestrina, e di sua moglie, la principessa Vittoria Colonna di Palliano. Nel 1841 ottenne il titolo di ciambellano imperiale dall'imperatore Ferdinando I d'Austria.
Nel 1849, intenzionato a seguire le orme paterne nella guardia nobile, decise di rinunciare al diritto di primogenitura in favore del fratello minore Enrico, al quale rimase legato non solo da un notevole rapporto personale, ma anche dalla co-ereditarietà della Collezione Barberini. Assunse il titolo di duca di Castelvecchio. Nel 1853, alla morte del padre, entrò nel Sovrano Militare Ordine di Malta, ottenne il grado di gran balì e la rettoria della Chiesa di San Sebastiano al Palatino (di patronato Barberini dall'epoca di Urbano VIII) dove promosse, a partire dal 1869, dei lavori di restauro e il recupero di un importante ciclo di affreschi medievali. Nel medesimo anno divenne comandante della guardia nobile pontificia col grado di tenente generale delle forze armate pontificie, carica che conservò sino alla propria morte.
Nel 1875 concesse l'uso di una torre costruita a sue spese su villa Barberini a Monte Mario per le osservazioni meteorologiche.
Morì a Roma nel 1880.

## Matrimonio e figli
Il 29 aprile 1839, Carlo Felice Colonna Barberini sposò la principessa Giuliana Falconieri Mellini, figlia di don Orazio e di sua moglie, la contessa Paola Carcano. La coppia ebbe i seguenti figli:
- Anna (1840-1911), sposò nel 1858 Tommaso Corsini, VI principe di Sismano
- Luisa (1844-1906), sposò nel 1863 Pier Francesco Corsini, marchese di Lajatico